# Museo Nacional de Prehistoria de Eyzies
El Museo Nacional de la Prehistoria (del francés: Musée national de Préhistoire) es una institución fundada en 1918 por Denis Peyrony en la localidad de Les Eyzies-de-Tayac-Sireuil en Dordoña, en el castillo de Tayac. Desde 2004 el museo se encuentra en un edificio diseñado por el arquitecto Jean-Pierre Buffi.

## Introducción
El museo se ubica en un excepcional paraje, en el que se abre a un hemiciclo de colinas dominando el valle de Vézère, el verdadero "Valle del Hombre" europeo, cacarado Patrimonio Mundial de la Humanidad por la Unesco en 1979 por la importancia de los vestigios paleolíticos. 
El Valle del Vézère consta de 147 yacimientos y 25 grutas decoradas. Algunos de los conjuntos representados en las paredes de las grutas son obras maestras del arte prehistórico como las de Lascaux en Montignac, la Venus de Laussel en Marquay y el friso esculpido en roca del abrigo de Cap Blanc. 
La gran cantidad de yacimientos ha permitido ofrecer un recorrido por los últimos 400.000 años de la historia de la humanidad, pudiendo observar la evolución de las sociedades humanas y sus culturas, así como de sus herramientas, objetos de adorno y arte, o de sus sepulturas desde un enfoque actualizado de la prehistoria sobre la base de los últimos avances científicos en esta área 

## Historia
El Museo se fundó en 1918 por Denis Peyrony. Su creación estuvo motivada por la necesidad de disponer de un gran museo nacional especializado en prehistoria donde, al igual que en otros países europeos, se pudiera conservar, clasificar y exponer los materiales prehistóricos que en las últimas décadas eran hallados en el rico Valle del Vézère en lugar del más generalista « Museo de arqueología nacional » de Paris establecido en 1862.
En 1911 Denis Peyrony vio necesaria la construcción de un museo de Prehistoria en Eyzies tras ver como los pillajes y la compra por aficionados extranjeros estaban dispersando los objetos arqueológicos de las diferentes excavaciones francesas. Junto a Louis Capitan intentó reunir estos objetos. Por su parte, en 1912 depositó en el Museo de Antigüedades Nacionales de Saint-Germain-en-Laye las principales obras de arte mueble encontradas hasta el momento como el bisonte  en marfil hallado en el abrigo de La Madeleine, para más tarde depositarlas en el futuro museo de Prehistoria. También, en 1913 una vez adquirido el Castillo, depositó la mayoría de la industria lítica y ósea de La Madeleine, así como los calcos de los diferentes objetos de arte mueble. 

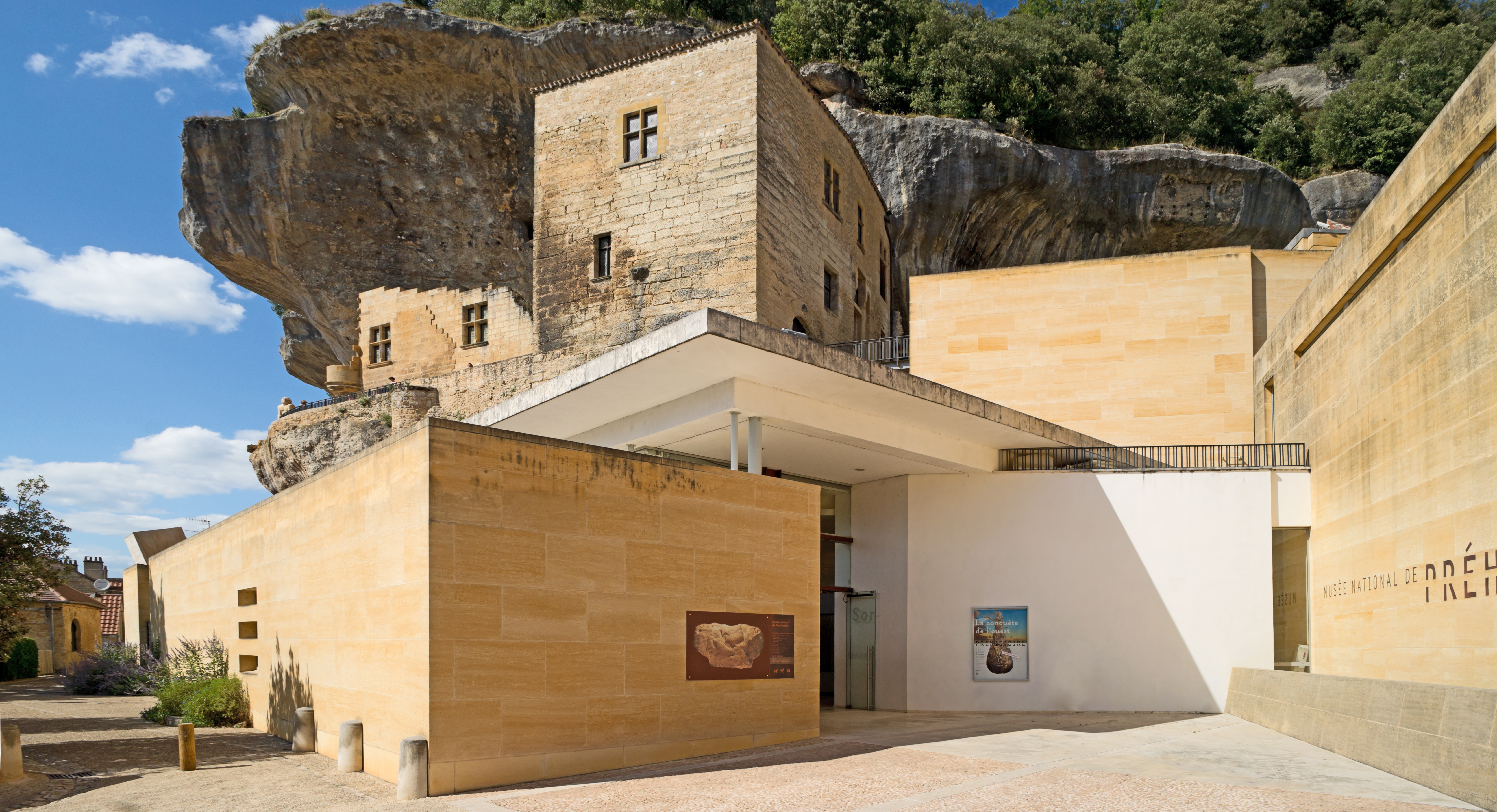
Nueva sede del Museo

Inicialmente, los fondos del museo aumentaban gracias a los esfuerzos y excavaciones de Denis Peyrony . Por ejemplo constrituyó un fondo fotográfico sobre las excavaciones y las colecciones del museo de cerca de 400 negativos. Desde entonces, el museo se ha enriquecido gracias a los objetos descubiertos en excavaciones realizadas en la región y a las aportaciones de donaciones privadas como la de Georges Laplace en 1994 de las los objetos producto de sus excavaciones.

## Edificio
El museo desde sus inicios se ubicó en el castillo de Tayac. Su primera mención es de 1585 como acto de donación de Juana de Campnac a favor de su hijo menor Jean-Guy de Beynac. Un cuarto de siglo después de su construcción, el castillo fue casi destruido por la decisión del Consejo Privado en marzo de 1606, pero la intervención de Turenne suspendió la amenaza. Los herederos de Jean-Guy aportaron pocas modificaciones al edificio. En 1748, el castillo y las tierras pasaron, por matrimonio, a ser propiedad de Elisabeth de la Borie de Campaña. Géraud, su hijo pequeño, quiso renovar el edificio, pero la Revolución le obligó a emigrar.
A partir de este momento comenzó el desmembramiento del Castillo por parte de sus herederos, conservándose a principios del siglo XX solo ciertos objetos como dos monumentales chimeneas o una torre de vigilancia. Finalmente, su salvación llegaría en 1913 de la mano de Denis Peyrony, quien adquirió las ruinas del Castillo para instalar allí un depósito de excavaciones y el Museo Nacional de Prehistoria.
En 1920 el museo de abre al público y con él una decena de yacimientos habilitados al público comprados por el Estado como  Font-de-Gaume,  la Cueva des Combarelles, Le Moustier o La Micoque. Más tarde fue abierta Laugerie-Haute. También Denis Peyrony creó la oficina de turismo de Eyzies para asegurar la promoción turística de la región.
En 1973 tuvo lugar el primer proyecto de extensión del Museo, sin embargo no fue hasta 1984 cuando Jacques Toubon, Ministro de la Cultura y de la Francofonía,puso la primera piedra de los trabajos de extensión del museo. La finalización de las obras tendría lugar en 2002, pero no fue hasta el 20 de julio de 2004 cuando el nuevo museo abrió sus puertas.

## Colecciones

### Industria lítica

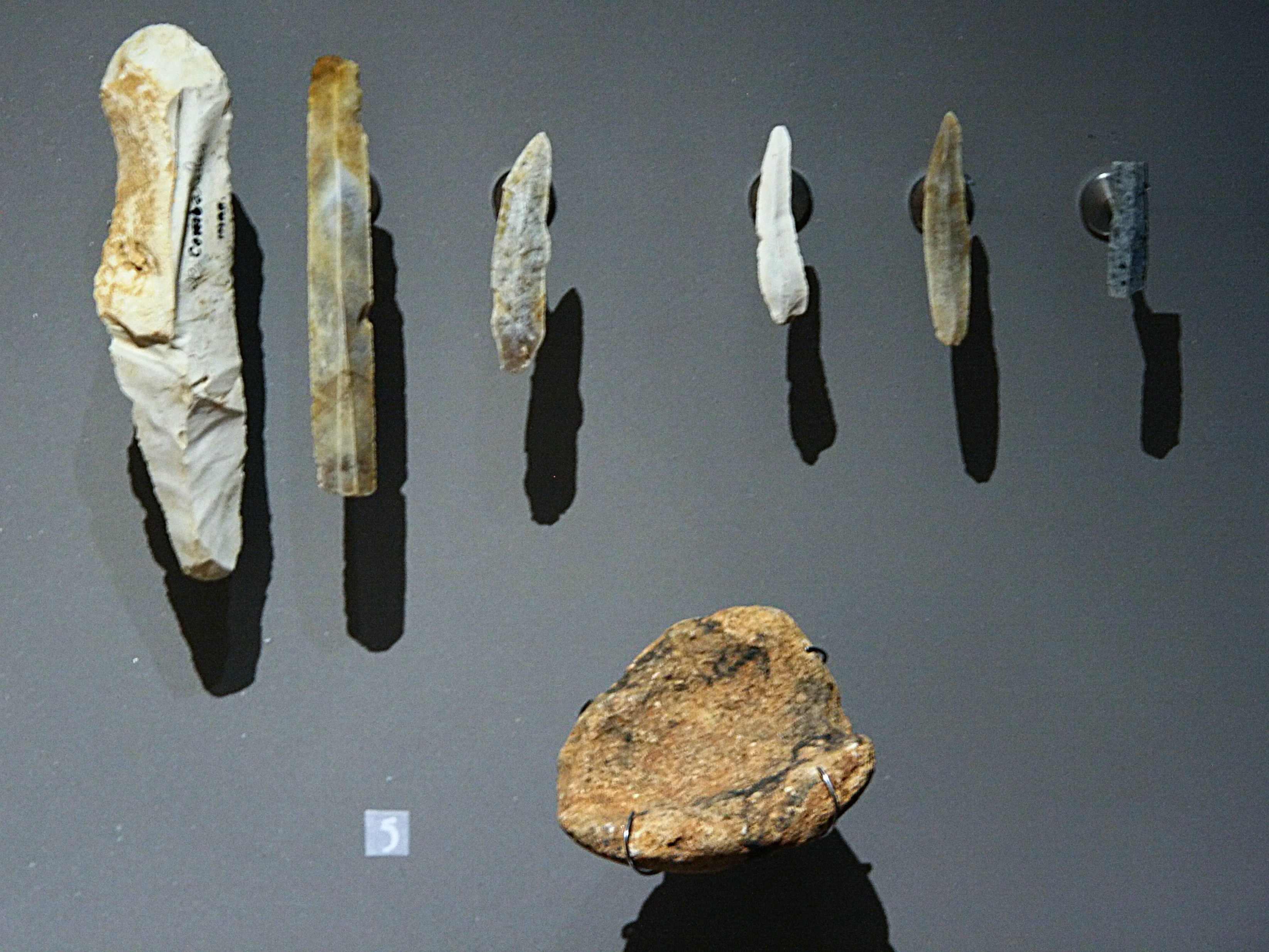
Conjunto de instrumentos líticos magdalenienses de Les Combarelles

Para su supervivencia, los grupos humanos prehistóricos fabricaron herramientas con materiales de origen vegetal, mineral y animal. Sin embargo, la gran conservación de los objetos líticos hace que estos sean los vestigios más encontrados en las excavaciones. Son de gran importancia por el volumen de información que proporcionan, ya que registran las diferentes etapas de su historia (formación de la roca,  lugar de captación, fases de fabricación y huellas de uso). Además, al ser testigos privilegiados de nuestros antepasados, su estudio nos permite obtener información sobre su grado de conocimiento técnico, la pertenencia a grupos, movilidad, el uso del espacio y las actividades practicadas.

### Industria ósea
Al igual que la industria lítica, los útiles fabricados sobre hueso, ya sea animal o humano, tienen buena conservación, por lo que son encontrados también ampliamente. En el museo, varios millares son los objetos óseos expuestos, ya sean parte de las industrias óseas, elementos de adorno o del Arte mueble.

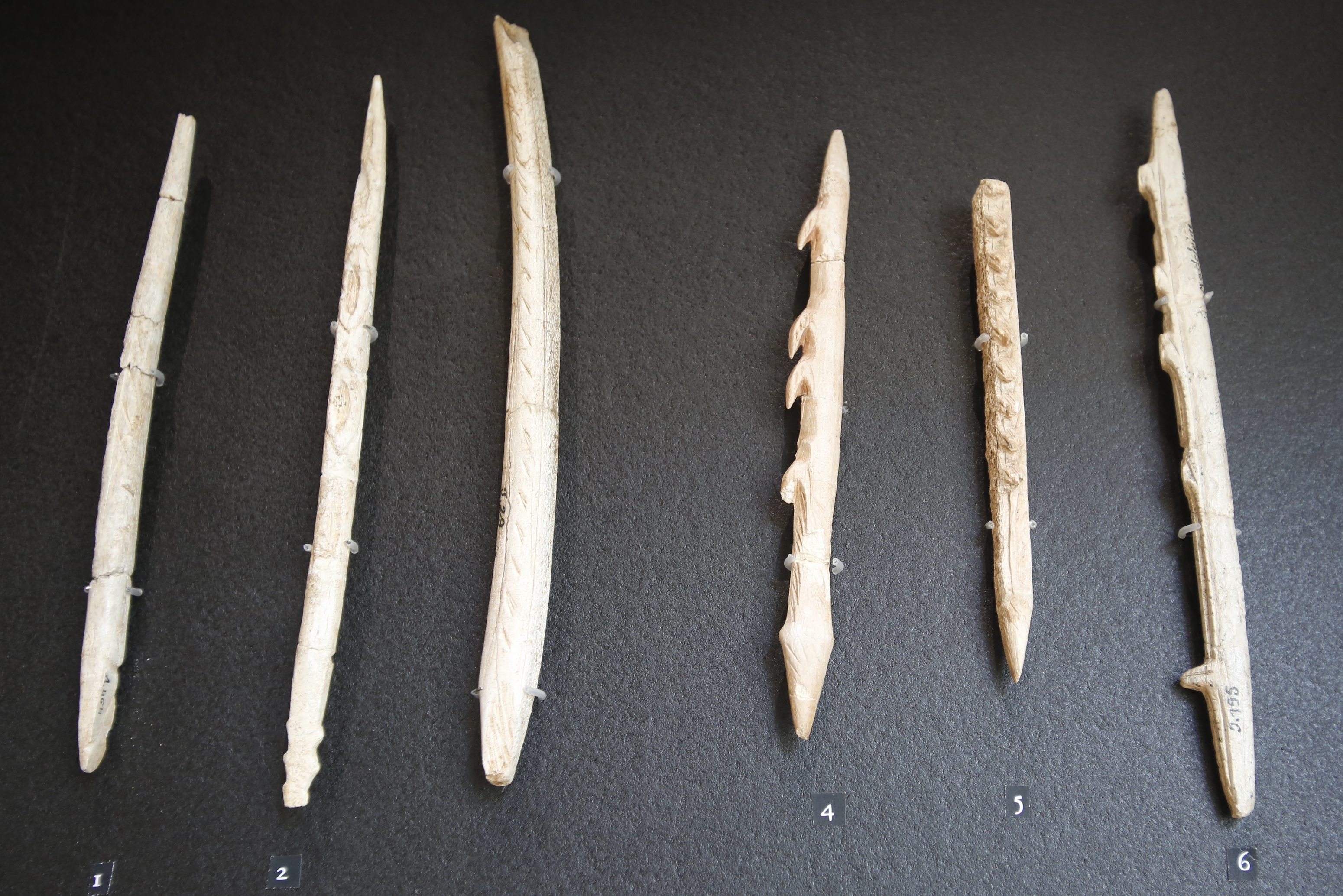
Conjunto de azagayas y arpones tallados en hueso procedentes de La Madeleine, Les Marsella y Fourneau-du-Diable

### Antropología
Con el inicio del Paleolítico Superior tiene lugar el desarrollo de ritos funerarios y de numerosos particularismos regionales a escala europea. Para la cultura Auriñaciense no hay ejemplos de sepulturas, pues los yacimientos que aportan sepulturas se encuadran en cronologías posteriores. Un ejemplo de ello es el conjunto de Cro-Magnon que pertenece al Perigordiense evolucionado (c. 26 500 BP). Tampoco hay conjuntos para el Solutrense. En cambio, para el período posterior, el Magdaleniense, las estructuras funerarias son frecuentes y se encuentran en buen estado de conservación, permitiendo incluso establecer una evolución cultural dentro del propio período y en relación con el Aziliense.

### Adorno
Si la existencia de adorno como tal y no como una simple “recolección de curiosidades” por parte del hombre de Neandertal está abierta al debate, no cabe duda de que los hombres anatómicamente modernos (HAM) desde el Auriñaciense tuvieran actividad ornamental. Esto nos indica la evolución cultural ligada a la expansión del HAM, pues la riqueza del adorno desde los primeros momentos del Paleolítico superior refleja la mutación tecnológica y la gran movilidad de las materias primas. El entorno próximo es abundante proveedor de materiales (conchas, piedras, dientes, hueso), pero la elección de los hombres prehistóricos también les llevó a obtener materias alóctonas, por ejemplo mediante el intercambio con otros grupos humanos.
A la variedad de los materiales se añade la diversidad de las formas de los elementos de adorno. Suspendidas en collares, cosidas sobre ropas, insertadas sobre un lazo, ceñidas en tiras, incluso trenzadas sobre materias perecederas, estas piezas responden tanto a un uso como ornamento diario como a un uso " ritual". Gracias a estudios etnográficos sabemos que ciertas formas aparecen como marcadores culturales o regionales, pero otros aparecen de forma constante en el adorno paleolítico, como pueden ser los dientes de animales perforados por la raíz.

### Arte mueble

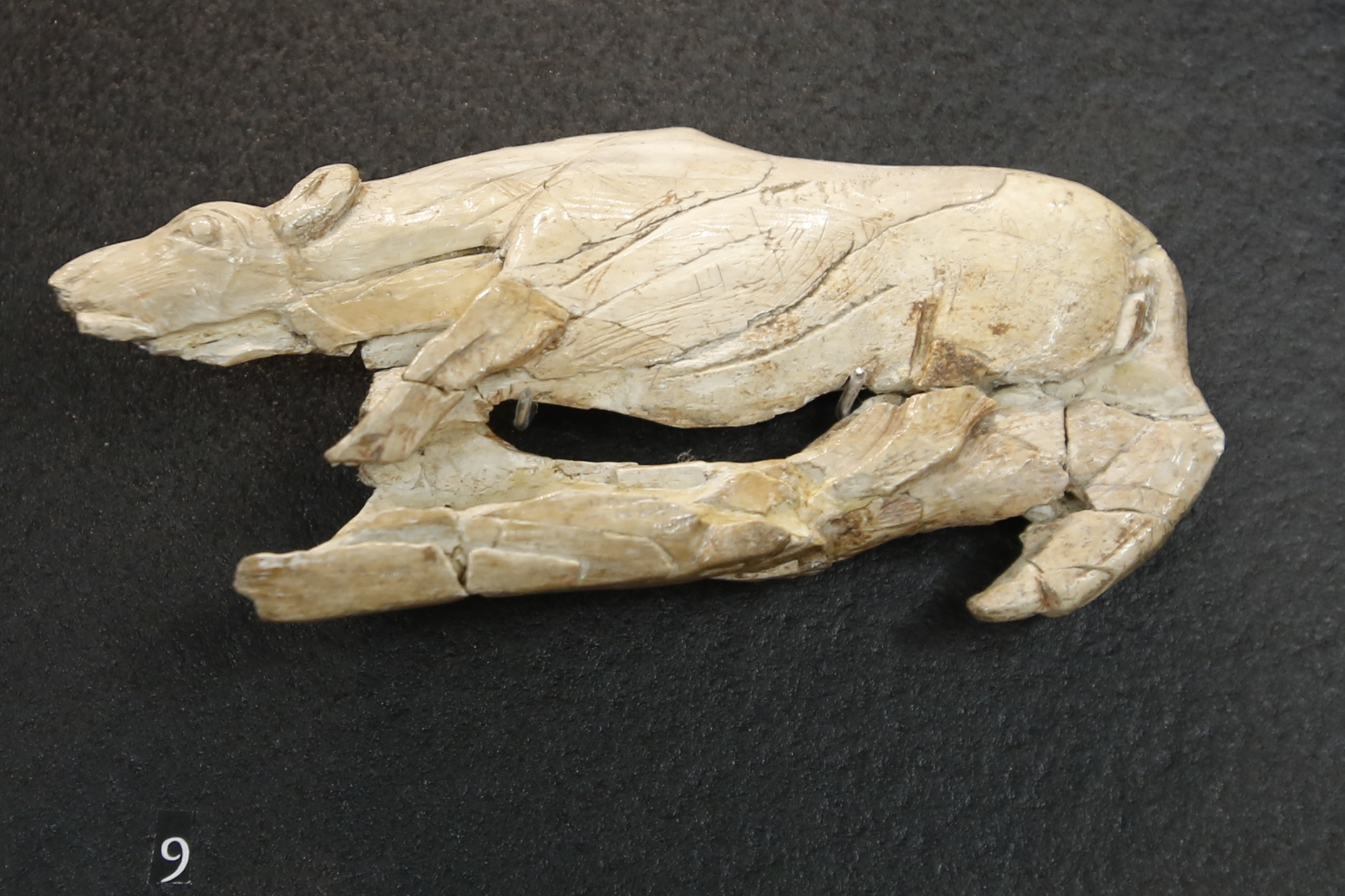
Propulsor magdaleniense tallado en hueso hallado en La Madeleine

Bajo el término arte mobiliario se engloba todos los objetos que llevan un ornamento, ya tenga como objeto un uso utilitaria o puramente decorativo. Entre los materiales utilizados y que han llegado a nosotros están el asta, el marfil, el hueso y la piedra. Podemos suponer que muchos otros soportes pudieron ser explotados, como la madera o la corteza.

Las técnicas utilizadas son el grabado, la escultura y la pintura. En el transcurso del Paleolítico superior las técnicas no cambiaron, pero sí se observa la mayor utilización de ciertos motivos según el contexto cultural. Así como en el arte parietal, los temas sobre los objetos mobiliarios se reparten entre representaciones animales y motivos geométricos. 
Comprobamos una concordancia entre  la forma de los motivos y los soportes, pues la morfología del objeto marca la disposición de los sujetos, su organización así como su inscripción sobre superficies, aprovechadas incluso para realizar volúmenes. Esto nos indica un control indiscutible de las técnicas y de la estética por parte de los artista prehistóricos.

### Plaquetas decoradas
El Museo Nacional de Prehistoria conserva la primera colección en el mundo de arte prehistórico sobre plaquetas, principalmente gracias a las excavaciones de Denis Peyrony. Esencialmente se hallaron en refugios bajo rocas. Los bloques adornados cronológicamente se encuadran entre 30. 000 a 10. 000 BP. Gracias a la buena datación de las plaquetas por los contextos arqueológicos se conoce una evolución de las técnicas puestas en ejecución, mayoritariamente litografías, con algunas aportaciones de pigmentos, así como de los temas figurados.

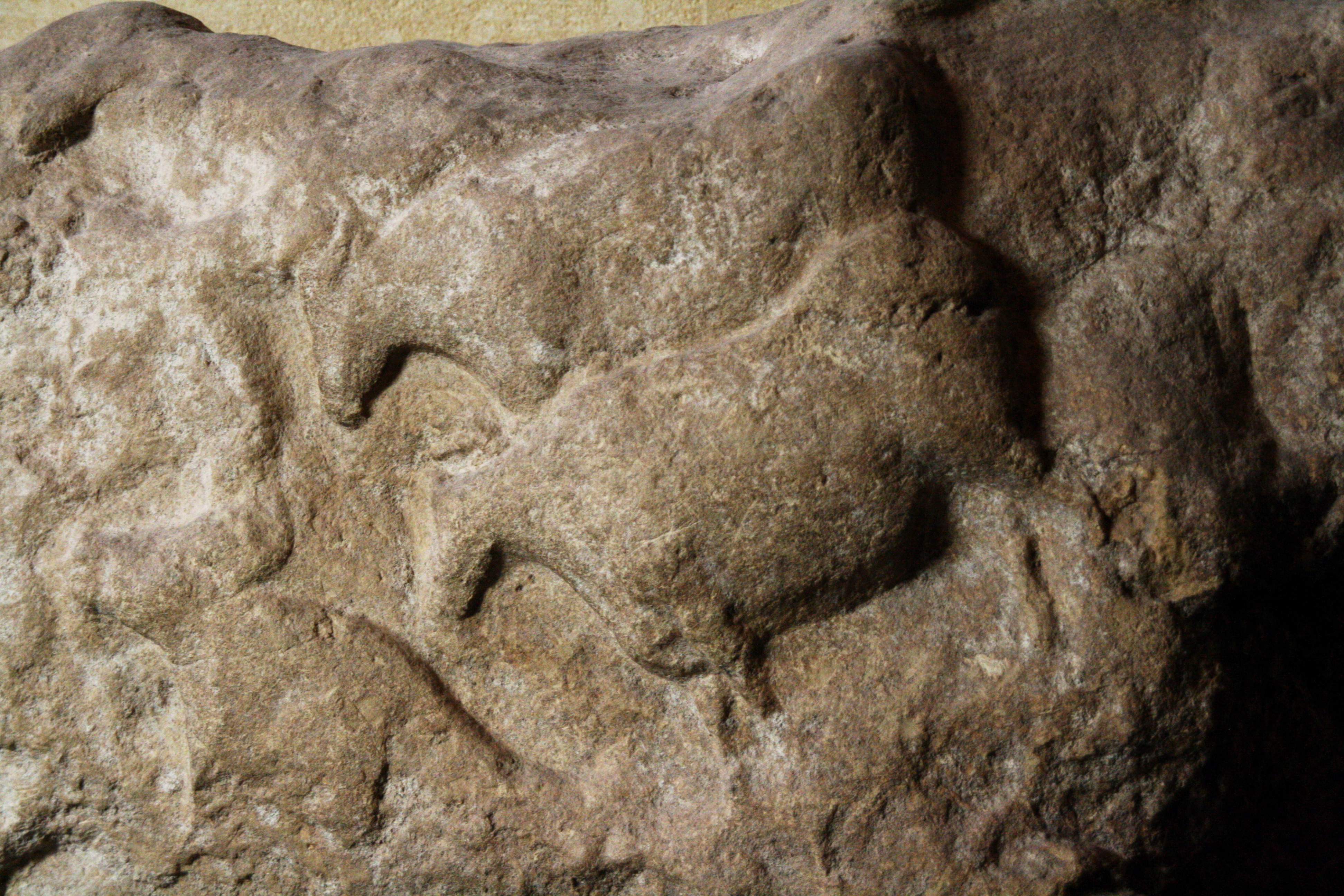
Bloque esculpido de Fourneau du Diable

### Suelos de hábitat
El hogar es el centro estructurante de la hábitat. Protegiendo del frío y de la humedad, y colocado en la entrada de la cueva o delante del refugio, aleja los carnívoros. También favorece el trabajo de las materias primas y determina el lugar donde se prepara la comida diaria. Normalmente los hogares eran alimentados con madera, pero en épocas de penuria o en las zonas áridas se utilizaba también el hueso, deshaciéndose a la vez de los desperdicios. El fuego y la relación que se establece con él incrementan la complejidad de las interacciones humanas, implicando el hábito de reunión en torno al fuego lo que contribuye a transformar las relaciones grupales haciendo emerger nuevas formas de organización social que se transmiten culturalmente. Los estudios etnográficos apuntan en la misma dirección, ya que nos indican que en torno al hogar se realizan la mayor parte de las actividades cotidianas como el tratamiento carnicero y el procesado cárnico para un posterior consumo.  

### Paleontología
En el museo existe la posibilidad de hacer un recorrido por las faunas cuaternarias, que fueron evolucionando en relación con las oscilaciones climáticas. El recorrido se inicia con las faunas de hace 3 millones de años y finaliza en torno al 10.000 BP, momento desde el que no se modificarán más las faunas que se instalan en la fase interglaciar que todavía conocemos. En este marco cronológico especies se extinguirán y otras evolucionarán adaptándose a las variaciones del clima. Ejemplo de ello son el mamut o el rinoceronte lanudo que desaparecerán de estos territorios, o el desarrollo de una nueva forma, Equus caballus arcelini, ya extinta.

## SAMRA
La Sociedad de los Amigos del Museo Nacional de Prehistoria y de la Investigación Arqueológica de Eyzies tiene por objeto sostener el Museo nacional de Prehistoria, contribuir al desarrollo de su difusión al público tanto a nivel nacional como internacional, y promover la investigación arqueológica, concretamente a partir  de la publicación de la revista científica  PALEO.

## Revista PALEO

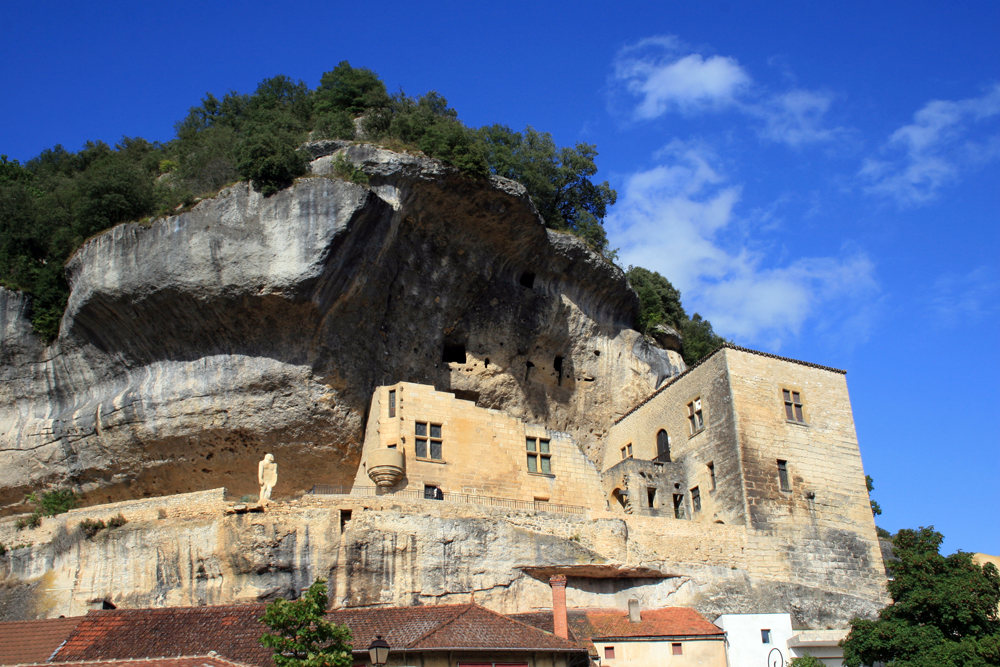
Vista del exterior del abrigo y del Museo Nacional de Prehistoria

La revista Paleo fue creada en 1989, por el SAMRA (Sociedad de los Amigos del Museo nacional de Prehistoria y de la Investigación Arqueológica en colaboración estrecha con  DRAPA (Dirección Regional de las Antigüedades Prehistóricas de Aquitania),con el apoyo de investigadores que principalmente salían de organismos implantados en Aquitania como el Instituto de Prehistoria y de Geología del Cuaternario, el Laboratorio de Antropología de la Universidad de Burdeos I, el Centro Nacional de Prehistoria de Périgueux y el Servicio Departamental de Arqueología de Dordoña.
La colección Paléo consta de soportes diversos: un boletín periódico anual que contiene artículos originales de interés nacional e internacional y suplementos no sometidos a periodicidad (actos de coloquio, tesis, monografías, etc.).